# Ammonite (película)
Ammonite es una película de drama romántico de 2020 escrita y dirigida por el director y actor británico Francis Lee. La película está inspirada en la vida de la paleontóloga británica Mary Anning, interpretada por la actriz Kate Winslet. La trama de la película se centra en la relación de Anning con Charlotte Murchison, interpretada por la actriz Saoirse Ronan.
La película tuvo su premier el 11 de septiembre de 2020 en el Festival Internacional de Cine de Toronto, y su estreno en cines el 14 de enero de 2021 en Australia y el 26 de marzo de 2021 en el Reino Unido.
El film alberga una brillante actuación interpretativa de Winslet y Ronan.

## Argumento
En la década de los años 40 del siglo XIX, la aclamada y rústica paleontóloga autodidacta Mary Anning trabaja sola en la salvaje y brutal costa sur de Lyme Regis en Inglaterra. Quedando atrás los días de sus famosos descubrimientos paleontológicos, Anning quien vive en el borde de la pobreza ahora busca fósiles comunes para venderlos a turistas ricos para mantenerse a sí misma y a su madre viuda enferma. 
Cuando uno de esos turistas, Roderick Murchison, llega a Lyme en la primera etapa de una gira europea, le confía a Mary el cuidado de su joven esposa Charlotte, una joven atractiva que se está recuperando de una tragedia personal. 
Mary, cuya vida es una lucha diaria en la línea de la pobreza, no puede permitirse rechazarlo, pero, orgullosa y apasionada por su trabajo, choca con la invitada no deseada. Son dos mujeres de edades y mundos completamente diferentes.
Sin embargo, a pesar del abismo entre sus esferas sociales, comportamiento, de edad y personalidades, Mary y Charlotte descubren que cada una puede ofrecer lo que la otra ha estado buscando: compartir un amor que la vida les ha negado, ambas se darán cuenta de su mutua atracción. Es el comienzo de una apasionante historia de un amor no convencional que desafiará todos los límites sociales y alterará el curso de ambas vidas de manera irrevocable.

## Elenco
- Kate Winslet como la paleontóloga, Mary Anning
- Saoirse Ronan como Charlotte Murchison[2]
- Fiona Shaw como Elizabeth Philpot
- Alec Secăreanu como Dr. Lieberson
- James McArdle como Roderick Murchison
- Gemma Jones como Molly Anning
- Claire Rushbrook como Eleanor Butters
- Harvey Scrimshaw como Callow Youth

## Producción
En diciembre del 2018, fue anunciada la participación de Kate Winslet y Saoirse Ronan como protagonistas de la película, en esa misma fecha también se confirmaba que el director de esta producción sería Francis Lee. Iain Canning, Fodhla Cronin O'Reilly y Emile Sherman fueron anunciados como productores bajo las distribuidoras See-Saw Films, BBC Films y British Film Institute. En marzo de 2019, se anunció la incorporación de Fiona Shaw al reparto. En mayo del mismo año se terminó de anunciar al resto del reparto, uniéndose, Alec Secareanu, James McArdle y Gemma Jones.
El rodaje de la película comenzó el 11 de marzo de 2019 en la costa sur de Inglaterra, en Lyme Regis, Dorset.

### Estreno
La película fue seleccionada para estrenarse en la 73.º edición del Festival de Cannes, antes de anunciarse su cancelación debido a la pandemia de enfermedad por coronavirus. Además fue seleccionado para proyectarse en el Festival de Cine de Telluride, antes de su cancelación por la pandemia. Finalmente, se proyectó el día 11 de septiembre de 2020, en el Festival Internacional de Cine de Toronto. En España, en la 17.º edición del Festival de Cine Europeo de Sevilla la película se estrenó durante los días 11 de noviembre - 14 de noviembre de 2020.

## Recepción

### Reconocimientos
| Premio                                                         | Categoría                 | Destinatario(s) | Resultado | Ref.   |
| -------------------------------------------------------------- | ------------------------- | --------------- | --------- | ------ |
| Premios de la Sociedad de Críticos de Cine de Dakota del Norte | "Mejor actriz"            | Kate Winslet    | Nominada  | [ 11 ] |
| Premios de la Sociedad de Críticos de Cine de Dakota del Norte | "Mejor actriz de reparto" | Saoirse Ronan   | Nominada  | [ 11 ] |
| Premios del Festival Internacional de San Francisco            | "Mejor película"          | Ammonite        | Ganadora  | [ 12 ] |
| Premios del Festival Internacional de Sevilla                  | "Mejor película"          | Ammonite        | Nominada  | [ 13 ] |